# Kitakata
Kitakata (em japonês: 喜多方市, transl. Kitakata-shi) é uma cidade localizada na província de Fukushima, no Japão.
Em 2003 a cidade tinha uma população estimada em 37 043 habitantes e uma densidade populacional de 246,30 h/km². Tem uma área total de 150,40 km².
Recebeu o estatuto de cidade a 31 de Março de 1954.